# Ministerstvo životního prostředí České republiky
Ministerstvo životního prostředí (MŽP) je nejvyšším orgánem ochrany přírody a životního prostředí v České republice.

## Historie
Toto ministerstvo vzniklo v roce 1990, předtím byla péče o oblast životního prostředí rozdělena mezi ministerstvo kultury, ministerstvo vnitra a ministerstvo lesního a vodního hospodářství (v rámci České socialistické republiky). Ministerstvo vnitra před sametovou revolucí neslo krátce název MVŽP – ministerstvo vnitra a životního prostředí. Prvním samostatným ministrem životního prostředí byl Bedřich Moldan.
Kromě toho od roku 1990 do konce října roku 1992 existoval Federální výbor pro životní prostředí (FVŽP), který zanikl v souvislosti s rozpadem federace; prvním ministrem - předsedou FVŽP byl Josef Vavroušek.
Od začátku roku 1993 existuje MŽP již jako centrální orgán samostatné České republiky.
V červnu 2010 se v rámci jednání o složení středopravicové vlády jednalo o zrušení ministerstva a spojení jeho agendy s jinými úřady. Zatímco senátor Bedřich Moldan vyjednávající za TOP 09 hájil samostatnost ministerstva, vyjednávač Občanské demokratické strany Jiří Papež prosazoval spojení ministerstev životního prostředí, místního rozvoje a zemědělství. Věci veřejné navrhovaly spojení agendy ministerstev životního prostředí a zemědělství.

## Poslání

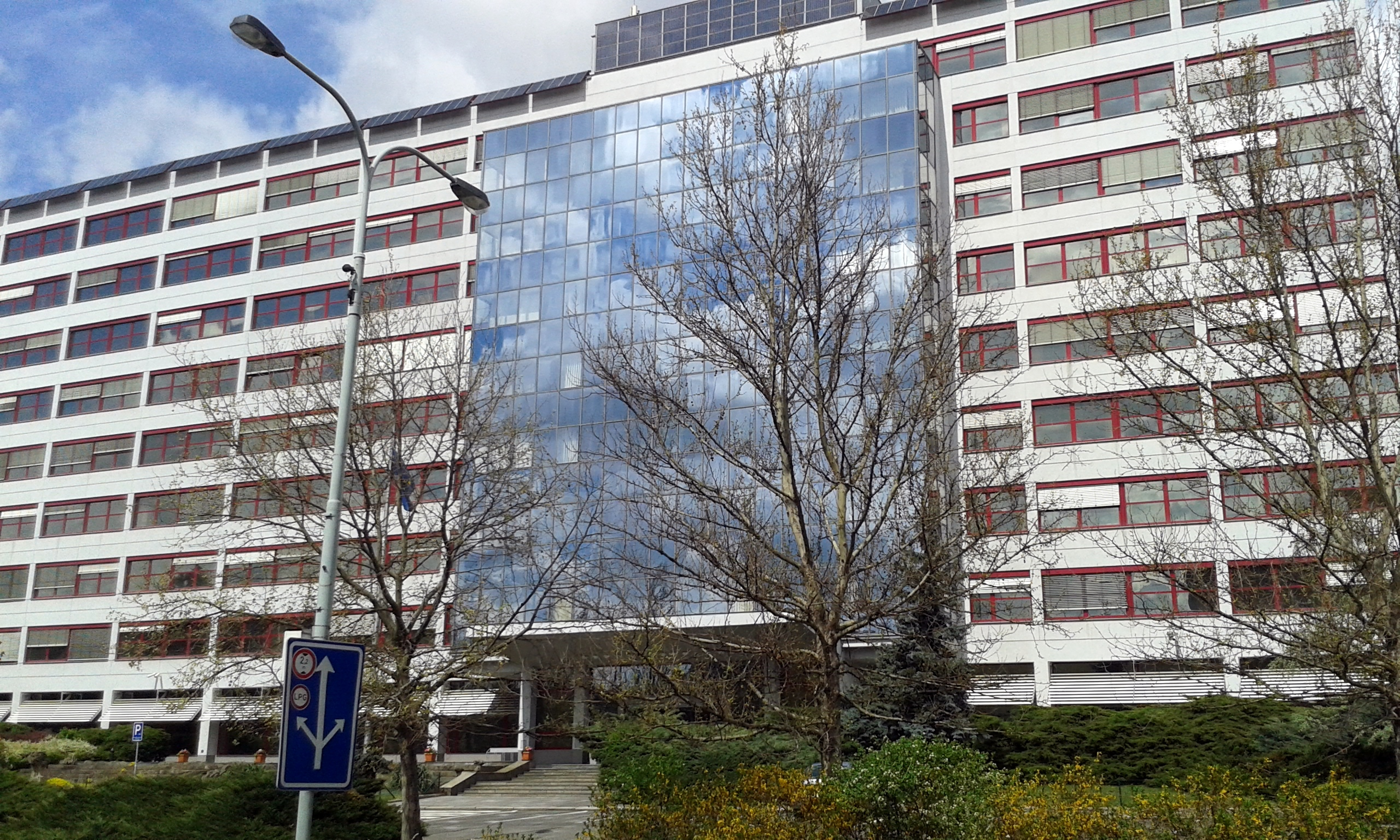
Budova MŽP v Praze

Ministerstvo životního prostředí bylo zřízeno 19. prosince 1989 zákonem ČNR č. 173/1989 Sb. k 1. lednu 1990 jako ústřední orgán státní správy a orgán vrchního dozoru ve věcech životního prostředí.
Ministerstvo životního prostředí je ústředním orgánem státní správy pro následující oblasti:
- ochrana přirozené akumulace vod, ochrana vodních zdrojů a ochrana jakosti podzemních a povrchových vod
- ochrana ovzduší
- ochrana přírody a krajiny
- oblast provozování zoologických zahrad
- ochrana zemědělského půdního fondu
- výkon státní geologické služby
- ochrana horninového prostředí, včetně ochrany nerostných zdrojů a podzemních vod
- geologické práce a ekologický dohled nad těžbou
- odpadové hospodářství
- posuzování vlivů činností a jejich důsledků na životní prostředí (EIA), včetně těch, které přesahují hranice státu.

Je také ústředním orgánem státní správy pro myslivost, rybářství a lesní hospodářství v národních parcích a ústředním orgánem státní správy pro státní ekologickou politiku, pro systém značení ekologicky šetrných výrobků a služeb a pro program podporující dobrovolnou účast v systému řízení podniku a auditu z hlediska ochrany životního prostředí (Program EMAS). Ministerstvo působí jako ústřední vodoprávní úřad.
K zabezpečení a kontrolní činnosti vlády České republiky Ministerstvo životního prostředí koordinuje ve věcech životního prostředí postup všech ministerstev a ostatních ústředních orgánů státní správy České republiky.

## Rezortní organizace
Pro své potřeby ministerstvo zřizuje celou řadu rezortních organizací:
- Agentura ochrany přírody a krajiny ČR (AOPK)
- CENIA, česká informační agentura životního prostředí
- Česká geologická služba
- Česká inspekce životního prostředí (ČIŽP)
- Český hydrometeorologický ústav (ČHMÚ)
- Správa jeskyní České republiky
- Správa Krkonošského národního parku
- Správa Národního parku a chráněné krajinné oblasti Šumava
- Národní park České Švýcarsko
- Správa Národního parku Podyjí
- Státní fond životního prostředí ČR (SFŽP)
- Výzkumný ústav pro krajinu
- Výzkumný ústav vodohospodářský T. G. Masaryka (VÚV)
- Výzkumný ústav bezpečnosti práce (VÚBP)